# Loshults distrikt
Loshults distrikt är ett distrikt i Osby kommun och Skåne län. 
Distriktet ligger nordost om Osby.

## Tidigare administrativ tillhörighet
Distriktet inrättades 2016 och utgörs av socknen Loshult i Osby kommun.
Området motsvarar den omfattning Loshults församling hade 1999/2000.